# Сделано в Дагенхэме
«Сде́лано в Да́генхэме» (англ. Made in Dagenham) — драматический художественный фильм Найджела Коула, премьера которого состоялась в 2010 году.

## Сюжет
В июне 1968 года работники цеха пошива чехлов для сидений завода Ford в Дагенхэме (Лондон) решили объявить забастовку. Подразделение завода почти полностью состояло из женщин и их не устроили новые квалификационные нормы, которые еще больше укореняли практику меньшей оплаты женщинам за одинаковую с мужчинами работу. 187 женщин начали стачку и вышли с лозунгами к зданию парламента. 
Во главе забастовки встала обычная работница Рита О’Грейди. Поначалу мужчины не поддержали своих жен и подруг. Инициатива швей из Дагенхэма может привести к сокращению 40 тысяч рабочих мест, если Ford решит вынести производство из Великобритании. Проходит около месяца и бастующие начинают испытывать проблемы из-за нехватки денег. Однако, после пламенного выступления Риты на национальном съезде профсоюзов, она и её подруги получили поддержку всего профсоюза. На защиту бастующих встала министр по делам занятости Барбара Кастл. В результате тяжелых переговоров с руководством Ford и представителями кабинета министров, бастующим удалось добиться своего. Забастовка увенчалась успехом и привела к введению в действие Акта о равной оплате 1970 года.

## Историческая точность
Женщины на самом деле работали не на фабрике по сборке в Дагенхэме, а на расположенной в миле от Дагенхэма фабрике River Plant (несколько ангаров). Главный персонаж и лидер бастующих Рита О’Грэди является собирательным образом.

## В ролях
- Салли Хокинс — Рита О’Грэди
- Эндрю Линкольн — мистер Кларк
- Даниэль Мэйс — Эдди О’Грэди
- Миранда Ричардсон — Министр по делам занятости Барбара Кастл
- Розамунд Пайк — Лайза
- Джейми Уинстон — Сандра
- Боб Хоскинс — Альберт
- Ричард Шифф — Роберт Тули
- Джон Сешионс — Премьер-министр Гарольд Уилсон
- Руперт Грейвс — Хопкинс
- Андреа Райзборо — Бренда
- Джеральдин Джеймс — Конни
- Мэтт Кинг — Тревор Иннс
- Роджер Ллойд-Пэк — Джордж
- Ричард Бэйли — исполнительный директор завода Форд
- Джозеф Моул — Гордон
- Кеннет Крэнем — Монти Тейлор